# Kabupaten Wakatobi
Kabupaten Wakatobi är ett kabupaten i Indonesien.   Det ligger i provinsen Sulawesi Tenggara, i den centrala delen av landet, 1 900 km öster om huvudstaden Jakarta. Antalet invånare är 92 995. Kabupaten Wakatobi ligger på ön Pulau Wangiwangi.